# San Filippo Neri in Eurosia (diaconia)
San Filippo Neri in Eurosia (in latino: Diaconia Sancti Philippi Neri in Eurosia) è una diaconia istituita da papa Paolo VI il 7 giugno 1967 con la costituzione apostolica Ea sollicitudine affecti.

## Titolari
- Alfred Bengsch, titolo pro illa vice (26 giugno 1967 - 13 dicembre 1979 deceduto)
  - Vacante (1979 - 2003)
- Attilio Nicora (21 ottobre 2003 - 12 giugno 2014); titolo pro illa vice (12 giugno 2014 - 22 aprile 2017 deceduto)
  - Vacante (2017 - 2024)
- Fabio Baggio, C.S., dal 7 dicembre 2024